# Institut für Wirbeltierpaläontologie und Paläoanthropologie der Chinesischen Akademie der Wissenschaften

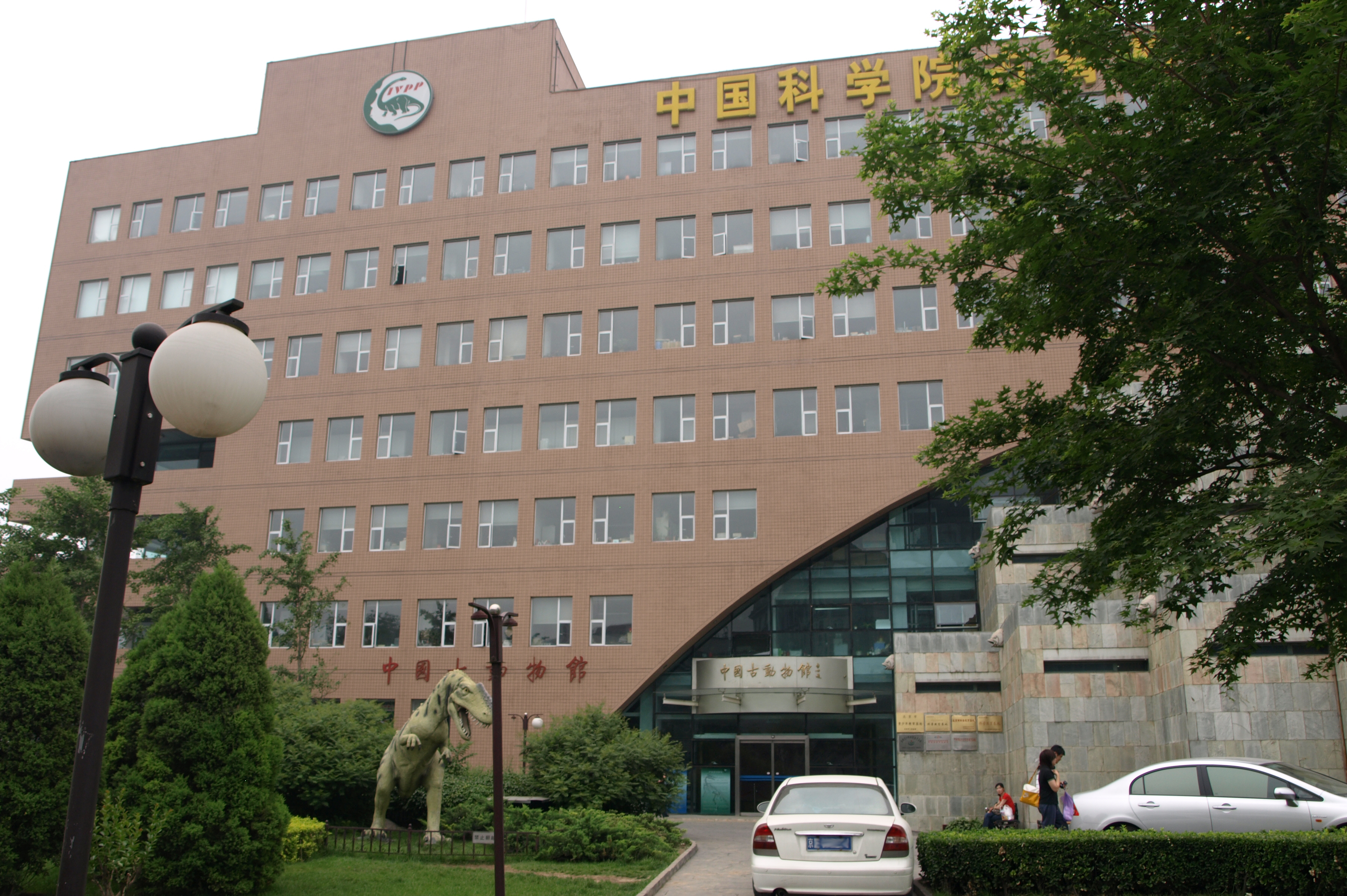
Das Institutsgebäude und der Eingangsbereich zum öffentlichen Chinesischen Paläozoologischen Museum

Das Institut für Wirbeltierpaläontologie und Paläoanthropologie der Chinesischen Akademie der Wissenschaften (chinesisch 中国科学院古脊椎动物与古人类研究所, Pinyin Zhongguo kexueyuan Gujizhui dongwu yu gurenlei yanjiusuo, englisch Institute of Vertebrate Paleontology and Paleoanthropology of the Chinese Academy of Sciences IVPP) ist eine führende Einrichtung für die Erforschung von Fossilien von Wirbeltieren und des Frühmenschen in der Volksrepublik China.
Das Institut mit Sitz in Peking ist zugleich Sammlungsstätte; sowohl in seiner wissenschaftlichen Sammlung als auch im angeschlossenen Chinesischen Paläozoologischen Museum werden viele Fundstücke von Dinosauriern, Flugsauriern und urtümlichen Vögeln aufbewahrt.
Wie bereits aus dem Namen hervorgeht, forschen die Institutsmitarbeiter auf dem Gebiet der Wirbeltierpaläontologie und der Paläoanthropologie. Das Institut ging aus dem 1929 gegründeten „Forschungslabor für Erdneuzeit“ hervor (heutiger Name seit 1960); innerhalb der Chinesischen Akademie der Wissenschaften fungiert es als eigenständige Forschungseinrichtung. Seine Mitarbeiter veröffentlichen ihre Forschungsergebnisse auch in internationalen Fachzeitschriften. 45 Institutsangehörige waren zwischen 1999 und 2005 Verfasser bzw. Mitverfasser von wissenschaftlichen Publikationen in Nature und Science. Zu den herausragenden Paläontologen des Instituts zählen Wu Xinzhi, Yang Zhongjian (C. C. Young), Dong Zhiming, Xu Xing, Zhou Zhonghe und Zhao Xijin.